# Colorismo

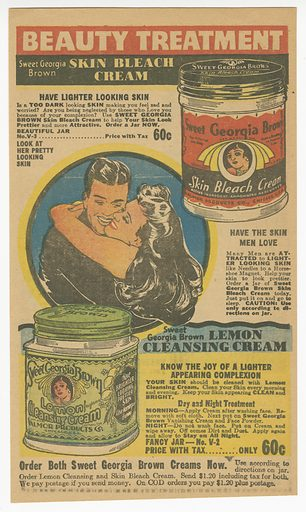
Exemplo de comercialização do colorismo.

Colorismo ou discriminação pela cor da pele é uma forma de preconceito e discriminação em que certos grupos étnicos ou pessoas consideradas como pertencentes ao mesmo  grupo racial são tratadas de forma diferente, com base em diferenças de tom da pele.
O racismo é tipicamente entendido como discriminação cometida contra pessoas de um grupo étnico diferente. O colorismo engloba preconceitos que proliferam entre pessoas que são membros de grupos étnicos diferentes, bem como preconceitos que proliferam entre pessoas que são membros do mesmo grupo étnico. É a crença de que alguém com qualquer grau de pele mais clara é considerado mais bonito ou valioso do que alguém com pele escura.
Pesquisas têm encontrado muitas evidências de discriminação com base na cor da pele em diferentes âmbitos, como na justiça criminal, nos negócios, na economia, habitação, saúde,mídia e política. Tons de pele mais claros são considerados preferíveis em muitos países na África, Ásia e América do Sul. A Organização Mundial da Saúde (OMS) alerta que cloreto de mercúrio, que inibe a produção de melanina, o químico hidroquinona, com sua inclusão em muitos produtos clareadores de pele, com frequentes adulterações — por parte dos fabricantes e dos fornecedores — dos regulamentos que cercam esses ingredientes prejudiciais, tornam o uso de tais produtos um risco agudo para a saúde pública. O Propionato de clobetasol é outro ingrediente com essas características.

## Mundo
Diversas meta-análises encontram extensas evidências de discriminação étnica e racial na contratação nos mercados de trabalho norte-americano e europeu. Uma meta-análise de 2016 de 738 testes de correspondência em 43 estudos separados conduzidos em países da OCDE entre 1990 e 2015 descobriu que há ampla discriminação racial usada tanto no processo de contratação nos territórios supracitados. Os candidatos pertencentes a grupos considerados de minorias precisam enviar cerca de 50% mais inscrições do que os candidatos de grupo de maioria para serem convidados para uma entrevista.

## América Latina

### Brasil

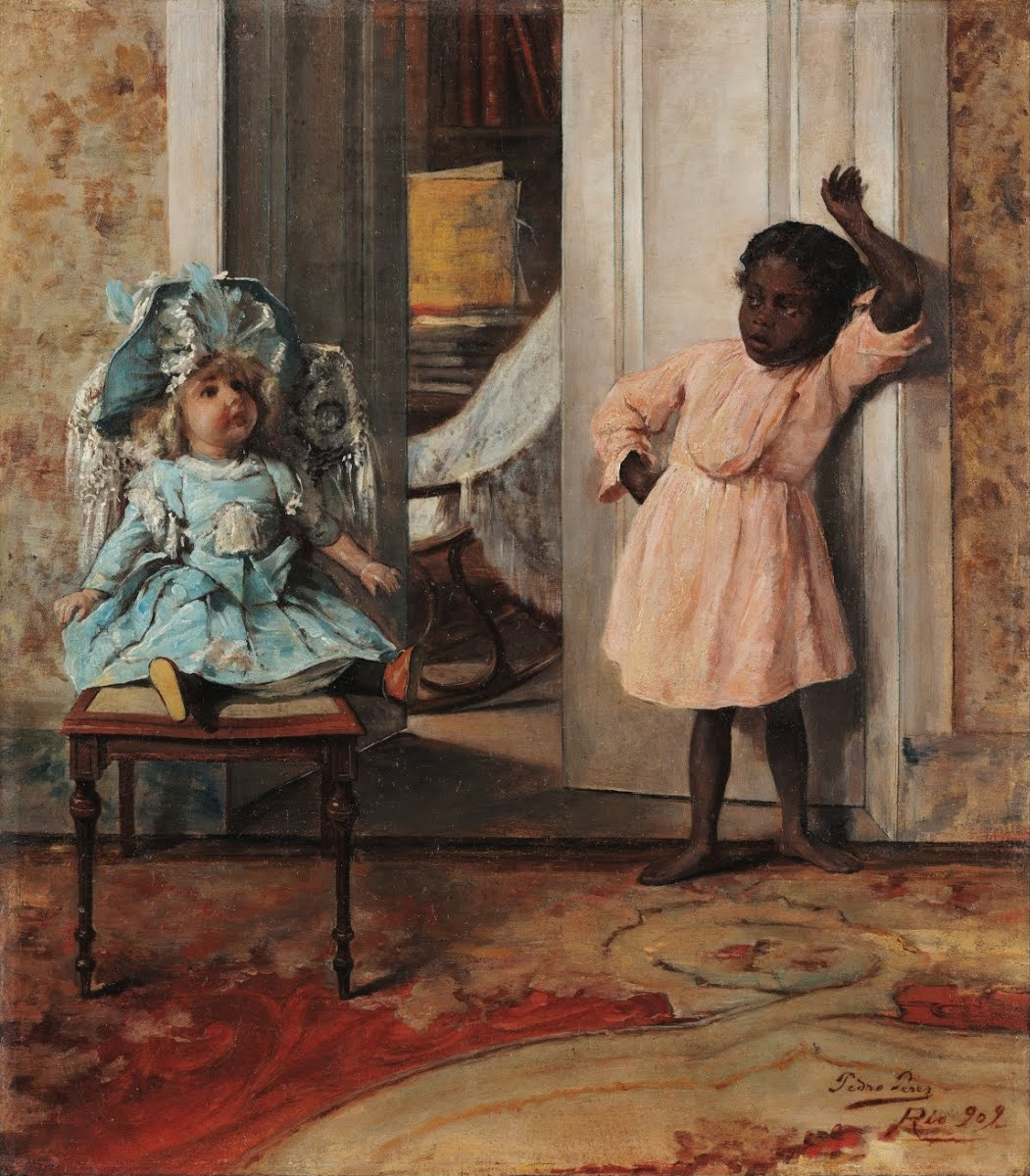
A pintura de gênero Fascinação foi realizada pelo pintor Pedro Peres no ano de 1904. A cena mostra a diferenças raciais na construção do padrão de beleza na sociedade brasileira.

Brasil tem a maior população mundial de descendentes de africanos vivendo fora da África. Indivíduos racialmente mistos com pele mais clara geralmente têm taxas mais altas de mobilidade social. Há um número desproporcional de elites de ascendência principalmente européia em comparação àquelas de ascendência africana; além disso, existem grandes disparidades de saúde, educação e renda entre as raças no país. Um estudo recente descobriu que a cor da pele é um indicador mais forte de desigualdade social no Brasil do que 'raça' (ou seja, categorias de 'raça-cor' usadas no censo brasileiro); e destaca que a cor da pele percebida socialmente e a "raça" não são a mesma coisa. Embora pardos e pretos representem mais de 50% da população, eles representam menos de 25% dos políticos eleitos.
Um estudo de 2016, usando gêmeos como controle para as características da proximidade e da família, descobriu que o gêmeo não branco está em desvantagem no sistema educacional. No ano anterior, em uma pesquisa realizada sobre preconceito racial nas avaliações de professores, descobriu-se que professores de matemática deram melhores avaliações de notas para alunos brancos do que alunos negros igualmente proficientes e com comportamento equivalente.
Um documento de 2018 constatou que as políticas discriminatórias de contratação foram responsáveis por 6 a 8% da diferença salarial racial geral.

### Chile
No Chile, existe uma grande diversidade de culturas e origens étnicas. A diversidade no país vê o colorismo por meio do status socioeconômico, acomodando a noção preexistente de que a pele mais escura é menos valorizada. Um estudo de 2016 descobriu que professores chilenos tinham expectativas mais baixas de seus alunos de pele escura (morenos) do que de seus alunos de pele clara (blancos). Mesmo as diferenças entre ser moreno e ser bronzeado carregam diferentes tipos de status, ao passo que ser bronzeado significa mais dinheiro porque tem tempo para ir à praia ou comprar bronzeadores, enquanto a história da colonização atribui automaticamente as peles mais escuras como de classe baixa. Estudos atuais descobriram que muitos chilenos preferem ser mais claros na pigmentação e até se consideram brancos, apesar de uma mistura de tons de pele.[carece de fontes?]

### México
Um estudo de 2017 revelou uma lacuna de 45% no desempenho educacional entre os mexicanos brancos de pele mais escura e de pele mais clara e que a riqueza no país está correlacionada de forma semelhante à cor da pele.

## Africa
Em algumas partes da África, as mulheres com pele mais clara são consideradas mais bonitas e têm maior probabilidade de obter mais sucesso do que mulheres com tons de pele mais escuros. Frequentemente, essa barreira faz com que as mulheres recorram a tratamentos clareadores de pele, muitos dos quais são prejudiciais ao corpo.
Historicamente, a causa do clareamento da pele remonta ao colonialismo, em que indivíduos com pele mais clara recebiam maior privilégio do que aqueles de tons mais escuros. Isso construiu uma hierarquia racial e classificação de cores nas nações africanas colonizadas, deixando efeitos psicológicos em muitos dos indivíduos de pele mais escura.
O colorismo afeta mulheres e homens em países africanos, mas conquistou os padrões de beleza associados à capacidade da mulher de encontrar o sucesso e o casamento. O número de mulheres em todos os países africanos que usam produtos clareadores aumentou com 77% das mulheres da Nigéria, 52% das do Senegal e 25% das do Mali usando produtos clareadores. Der Spiegel  relata que, em Gana, "quando você tem pele clara, você ganha mais" e que "algumas mulheres grávidas tomam comprimidos na esperança de que seus filhos nasçam com pele clara. Algumas aplicam loção clareadora ... nos seus bebês, na esperança de que isso melhore as oportunidades de seus filhos."

## Asia

### Sudeste, Oriental e Meridional
No leste, no sul e no sudeste da Ásia, prevalece a preferência por pele mais clara, especialmente em países como China, Coreia do Sul, Filipinas, Índia, Paquistão, Bangladesh e Japão.
A história do clareamento da pele no leste da Ásia remonta aos tempos antigos. Nas antigas eras dinásticas, ser de pele mais clara em um ambiente em que o sol era forte implicava riqueza e nobreza porque esses indivíduos eram capazes de permanecer dentro de casa enquanto os servos tinham que trabalhar fora. As antigas culturas asiáticas também associavam a pele clara à beleza feminina. A pele branca de "Jade" na Coreia é conhecida por ter sido a ideal desde a período Gojoseon. O período Edo do Japão viu o início de uma tendência de mulheres clareando seus rostos com pó de arroz como um "dever moral". As mulheres chinesas valorizavam uma pele "branca como leite" e engoliam pérolas em pó para esse fim. Quatro em cada dez mulheres pesquisadas em Hong Kong, Malásia, Filipinas e Coreia do Sul usam um creme clareador de pele. Em muitas culturas asiáticas, o colorismo é ensinado às crianças na forma de contos de fadas, assim como os contos de fadas dos Grimms apresentavam princesas ou donzelas de pele clara; Os protagonistas mitológicos asiáticos são tipicamente justos e retratam virtude, pureza e bondade. Uma pele clara é equiparada à beleza feminina, superioridade racial e poder, e continua a ter fortes influências nas perspectivas matrimoniais, emprego, status e renda.
O Leste Asiático globalizado ainda retém esses preconceitos, e esses são agravados pela influência dos ideais de beleza ocidentalizados e da mídia que equipara a brancura com a riqueza e o sucesso urbano moderno.

#### China e Japão
Hiroshi Wagatsuma escreveu no jornal Daedalus que a cultura japonesa há muito tempo associa cor da pele com outras características físicas que significam graus de refinamento espiritual ou de primitividade.
O estudioso repete um antigo provérbio japonês: "a pele branca compensa sete defeitos. Mais especificamente para uma mulher, uma pele muito clara permite que as pessoas ignorem sua falta de outras características físicas desejadas. Skin color has and continues to influence attractiveness and socioeconomic status and capability.
As pessoas no hemisfério ocidental há muito tempo denominam os asiáticos orientais, especificamente os chineses e japoneses, como "amarelos", mas estes raramente descrevem a cor de sua pele dessa forma. Os japoneses tradicionalmente usavam a palavra  shiroi — que significa "branco" — para descrever os tons de pele mais claros em sua sociedade.
As damas da corte do Japão durante o período Nara de 710 a 793 d.C. aplicavam uma grande quantidade de pó branco no rosto e adicionavam bochechas rosadas e vermelhas. Muitas referências a mulheres gordas com pele branca aparecem em desenhos e escritos de 794–1186 DEC. Na literatura, observa-se, por exemplo, em O Conto de Genji (escrito entre 1000–1012), de Lady Murasaki.

#### Malásia
Uma pesquisa concluiu que três quartos dos homens da Malásia achavam que suas parceiras seriam mais atraentes se tivessem pele mais clara.
Em alguns países do sudeste asiático, um ideal de beleza comum é o "aparência eurasiana", conhecido localmente na Malásia como "aparência pan-asiática", é um ideal que deriva do ideal de beleza de pele clara, que os eurasianos tendem a possuir naturalmente. O uso excessivo de rostos pan-asiáticos em outdoors e telas de televisão tem sido um assunto polêmico no país. A questão foi destacada em 2009 quando Zainuddin Maidin (1939 – 2018), um político da Malásia, pediu a redução dos rostos pan-asiáticos que ele afirmava dominarem a TV e os outdoors e, em vez disso, aumentar o número de rostos malaios, chineses e indianos na televisão local. Apesar da polêmica em torno da preferência por malaios de ascendência asiática (malaia, chinesa ou indiana) e europeia que possuem características como pele clara, alguns especialistas do setor afirmam que o uso de rostos pan-asiáticos pode ser usado para promover a diversidade racial dos malaios. Eles também podem ser usados para promover um produto para uma demografia racial diversa devido à sua aparência mista, sugerida pelo Ministro da Informação em 1993.

#### Índia
Os legados do colonialismo europeu na Índia e no Paquistão também influenciam as relações modernas entre pele clara e poder. Vários estudos descobriram que as preferências por pele mais clara na Índia estiveram historicamente ligadas a ambos sistema de castas e aos domíios  persas, Mogóis e Britânicos. O colorismo na Índia foi alimentado devido a eventos sob o domínio colonial britânico, onde as autoridades britânicas consistentemente rebaixaram indianos de pele escura e favoreceram indianos de pele clara para empregos em vez de indianos de pele escura. Como resultado de quase duzentos anos de influência colonial britânica, resquícios das táticas britânicas que exacerbaram o colorismo ainda permanecem na sociedade indiana. Outras formas de colorismo na Índia podem ser vistas na indústria de cosméticos, onde cremes "justos" destinados a iluminar a pele são populares, e na indústria de Bollywood, onde a maioria dos atores e as atrizes contratadas têm pele clara, e as atrizes costumam fazer photoshop para parecerem mais claras. Este assunto é discutido no filme Bala (2019).
No rastro da morte de George Floyd, o debate sobre colorismo e tom de pele na Índia foi discutido em vários meios de comunicação, e como parte da crítica geral, um grande site de encontros indianos, “Shaadi.com”], removeu um filtro onde as pessoas poderiam usar para marcar preferências de cor de pele para seus parceiros em potencial.
No estado de Maharashtra, um grupo de jovens garotas tribais treinou para ser tripulante de voo por meio de um programa de bolsa de estudos do governo que visava capacitar mulheres; no entanto, o programa parece ter realmente desempoderado mulheres de pele mais escura. A maioria das meninas teve seu emprego negado devido ao tom de pele mais escuro. Algumas dessas mulheres conseguiram empregos, mas apenas como tripulantes de terra invisíveis.

#### Paquistão
O Paquistão é amplamente conhecido por sua atenção e suscetibilidade ao colorismo. É considerado extremamente normal usar cremes clareadores de pele, pois são muito populares entre o povo do Paquistão, especialmente as mulheres. A mídia é uma grande influência sobre como eles se veem e como chegaram sobre favorecer a pele mais clara sobre a mais escura. Entre ser exposto a anúncios constantes de cremes de clareamento da pele (como “Glow and Lovely” (cosméticos), para ver atores de Bollywood com pele clara retratados como bons modelos e atores de pele escura como modelos pobres, muitas pessoas do Paquistão foram fortemente afetadas para alcançar uma aparência clara, o que inclui ficar longe da luz solar o máximo possível.

#### Sri Lanka
A pele clara é um ideal de beleza na sociedade contemporânea do Sri Lanka, mas tem suas raízes na antiga beleza do Sri Lanka ideals. Produtos de maquiagem e outros produtos que incluem agentes de branqueamento são comumente vendidos no Sri Lanka e são populares entre as mulheres. Atores e atrizes de pele clara aparecem com destaque em Bollywood filmes e dramas coreanos, ambos amplamente populares e influentes no Sri Lanka.

## Europa
A pesquisa sugere que práticas policiais marcadas por perfil racial com policiamento excessivo em áreas povoadas por minorias e preconceito dentro desses grupos podem resultar em números desproporcionalmente elevados de minorias raciais entre suspeitos de crime na Suécia, Itália, Inglaterra e País de Gales. A mesma pesquisa também sugere que pode haver uma possível discriminação pelo sistema judicial, o que contribui para um maior número de condenações por minorias raciais na Suécia, Holanda, Itália, Alemanha, Dinamarca e França.
Diversas meta-análises encontraram extensas evidências de discriminação étnica e racial na contratação nos mercados de trabalho norte-americano e europeu. Uma meta-análise de 2016 de 738 testes de correspondência em 43 estudos separados conduzidos em países da OCDE entre 1990 e 2015 concluiu que há ampla discriminação racial nas decisões de contratação na Europa e na América do Norte. Candidatos de minorias equivalentes precisam enviar cerca de 50% a mais de inscrições para serem convidados para uma entrevista do que os candidatos da maioria.
Outra meta-análise, essa de 2014, encontrou extensas evidências de discriminação racial e étnica no mercado imobiliário de vários países europeus. Há ampla discriminação contra grupos de imigrantes nos mercados de habitação e de trabalho franceses, contra os imigrantes turcos no mercado de trabalho alemão, contra imigrantes com nomes não espanhóis no mercado imobiliário espanhol, e contra britânicos de cor de pele negra ou origem do sul da Ásia no mercado de trabalho britânico.
A > e contra britânicos de cor de pele negra ou origem do sul da Ásia no mercado de trabalho britânico.
A colonização europeia das Américas criou um sistema de hierarquia racial e uma ideologia baseada na raça, o que levou a uma estrutura de opressão que privilegiava os brancos sobre os negros. Diferenças biológicas na cor da pele foram usadas para justificar a escravidão nos Estados Unidos e opressão sobre afro-americanos e nativos americanos nos Estados Unidos , levando ao desenvolvimento de uma hierarquia social que colocava os brancos no topo e negros e ídios na base da pirâmide social. Escravos com pele mais clara, geralmente resultantes de brancos estuprando negras, podiam se envolver em tarefas menos árduas, como as domésticas, enquanto escravos de pele mais escura participavam de trabalhos forçados, que provavelmente eram feitos ao ar livre.
Afro-americanos com uma herança parcial de branco foram vistos como mais inteligentes e superiores aos negros de pele escura e, como resultado, eles receberam oportunidades mais amplas de educação e aquisição de terras e outras propriedades. O colorismo era um artifício usado pelos colonos brancos para criar uma divisão entre os africanos e promover a ideia de que estar o mais próximo possível do branco era a imagem ideal. Uma das primeiras formas de colorismo foram os proprietários de escravos brancos decidindo que apenas os escravos de pele clara trabalhariam na casa, enquanto os mais escuros estavam sujeitos às duras condições dos campos.. Isso levou a uma divisão clara entre os escravos, minando a solidariedade contra os proprietários de escravos.
Surgiu uma variedade de testes de corte específicos para a cor da pele, sendo o mais famoso o teste de saco de papel marrom. Se a pele das pessoas fosse mais escura do que um determinado saco de papel marrom, elas eram consideradas "muito escuras". Embora a origem desse teste não seja clara, ele é mais bem atestado na cultura negra do século XX.
Além do teste do saco, os teste do pente e o da porta também foram usados. O teste do pente foi usado para medir a ondulação do cabelo de uma pessoa. O objetivo era que o pente pudesse passar pelos cabelos sem parar. O teste de porta era popular em alguns clubes e igrejas afro-americanos. Os responsáveis por esses clubes e igrejas pintavam suas portas de um certo tom de marrom, semelhante ao teste da sacola de papel, e se as pessoas eram mais escuras do que as portas, não eram admitidas nos estabelecimentos. Esses testes foram usados para medir qual nível de "escuridão" era ou não aceitável no mundo. Como os escravos de pele mais clara tinham permissão para trabalhar na casa, eles eram mais propensos a serem educados do que os escravos mais escuros. e. Isso deu origem ao estereótipo de que as pessoas escuras eram estúpidas e ignorantes. Os estudiosos prevêem que, no futuro, a cor preferida de beleza não será o preto ou o branco, mas sim mista. Os estudiosos também preveem que os Estados Unidos adotarão uma "matriz multicultural" que ajudará a preencher a lacuna racial nos esforços para alcançar a harmonia racial, denominada por alguns como uma futura "Browning of Americ]". A matriz tem quatro componentes, a mestiça ajudará a consertar as questões raciais, serve como sinal de progresso racial, sugere que o racismo é um fenômeno e também sugere que o foco na raça é racista devido à falta de neutralidade racial. Ao mesmo tempo, alguns americanos vêem esse "escurecimento" como uma teoria da conspiração racista de substituição demográfica, o que gerou ansiedade entre os brancos americanos, acreditando que sua identidade e cultura estão sob ataque e serão deslocados sem mudanças no sistema de imigração dos EUA. Eric Peter Kaufmann explorou essas opiniões entre os brancos americanos e internacionalmente no livro de 2018  Whiteshift: Populism, Immigration and the Future of White Majorities .
Uma crítica paralela, mas oposta, a essa teoria é feita por estudiosos negros, que afirmam que o problema não é a neutralidade racial, mas a forma negativa como algumas raças são injustamente percebidas. Dessa forma, o "escurecimento" racial seria apenas outra maneira de apagar a pele escura sem corrigir a má percepção. Deste ponto de vista, a harmonização racial não é uma resposta válida ao racismo. Em seu livro de 2008  The Browning of America and the Evasion of Social Justice , Ronald R. Sundstrom escreve,
 ... Elites intelectuais e figuras públicas afro-americanas, bem como outros liberais e progressistas que o escurecimento da América é uma ameaça às reivindicações de longa data, ou mesmo tradicionais, de justiça social pelos nativos americanos e especialmente pelos afro-americanos. Além disso, não apenas suas reivindicações estão de alguma forma ameaçadas, mas o próprio significado dos princípios jurídicos, tais como "direitos civis," nos quais suas reivindicações se baseiam, também está passando por uma transformação. Para aqueles que nutrem tais medos, o escurecimento da América traz consigo mais uma oportunidade para a nação escapar da justiça social.

### Negócios
Uma meta-análise de 2014 sobre discriminação racial nos mercados de produtos encontrou evidências extensas de candidatos de minorias sendo cotados a preços mais altos para produtos. Um estudo de 1995 descobriu que os revendedores de automóveis "cotavam preços significativamente mais baixos para homens brancos do que para compradores negros ou mulheres usando estratégias de barganha idênticas e roteirizadas." Um estudo de 2013 descobriu que os vendedores de iPods do eBay recebiam 21% mais ofertas se uma mão branca segurasse o iPod na foto do que uma mão negra.
Um estudo de 2014 publicado no Journal of Economic Growth  concluiu que a violência contra os negros e o terrorismo, bem como as leis Jim Crow, reduziram a atividade econômica e a inovação dos afro-americanos.
Os afro-americanos historicamente enfrentaram discriminação em termos de acesso a crédito. Um estudo de auditoria de 2020 de 17 bancos descobriu que proprietários negros que buscaram empréstimos no âmbito do Programa de Proteção ao Cheque de Pagamento] receberam tratamento substancialmente pior do que proprietários de negócios brancos. Verificou-se a existência de muitos motoristas de ônibus envolvidos em discriminação substancial contra passageiros negros em relação a passageiros brancos.

### Sistema de justiça criminal
A pesquisa sugere que as práticas policiais que tinham base em perfil racial com policiamento excessivo em áreas povoadas por minorias e preconceito dentro do grupo poderimm resultar em números desproporcionalmente altos de minorias raciais entre os suspeitos de crime
.

#### Policiamento, prisões e vigilância
Um estudo de 2019, que utilizou um conjunto de dados da composição racial de cada xerife dos EUA ao longo de um período de 25 anos, descobriu que "a proporção de detenções de negros para brancos é significativamente maior sob os xerifes brancos" e que os efeitos parecem ser "impulsionado por prisões por crimes menos graves e por ter como alvo tipos de crimes associados a negros."
O preconceito dentro do grupo também foi observado quando se trata de citações de trânsito, já que policiais negros e brancos são mais propensos a citar grupos externos.
Um estudo de 2019 do Instituto Nacional de Padrões e Tecnologia descobriu que os sistemas de reconhecimento facial eram substancialmente mais propensos a identificar erroneamente os rostos das minorias raciais. Alguns grupos étnicos, como asiático-americanos e afro-americanos, tinham até 100 vezes mais probabilidade de serem identificados incorretamente do que os homens brancos.
Um estudo de 2018 publicado no jornal Proceedings of the National Academy of Sciences dos Estados Unidos da América descobriu que jovens negros altos têm maior probabilidade de receber atenção injustificada por lei aplicação. Os autores, além disso, encontraram uma "ligação causal entre percepções de altura e percepções de ameaça para homens negros, particularmente para observadores que endossam estereótipos de que os negros são mais ameaçadores do que os brancos”.
A análise de mais de 20 milhões de veículos parados no trânstio por policiais na Carolina do Norte mostrou que os negros tinham duas vezes mais chances do que os brancos de serem parados pela polícia e que os negros tinham maior probabilidade de serem revistados nessas paradas. Não houve diferença significativa na probabilidade de os hispânicos serem parados, mas os hispânicos eram muito mais propensos a serem revistados após uma parada de trânsito do que os brancos. Quando o estudo controlou as buscas em áreas de alta criminalidade, ainda descobriu que a polícia visava desproporcionalmente indivíduos negros. Essas disparidades raciais foram particularmente pronunciadas para os homens jovens. O estudo descobriu que os brancos que foram revistados tinham maior probabilidade de transportar contrabando do que os negros e hispânicos. Um estudo de 2020 na revista  Nature  descobriu que motoristas negros eram parados com mais frequência do que motoristas brancos, e que o limite pelo qual a polícia decidia revistar motoristas negros e hispânicos era menor do que para brancos (a julgar pela taxa em que contrabando foi encontrado em pesquisas). Um estudo de 2021 no  Quarterly Journal of Economics  encontrou resultados semelhantes. Um estudo de 2021 no "American Economic Review" descobriu que as minorias eram significativamente menos propensas a receber descontos em suas multas de trânsito do que os motoristas brancos; o estudo estimou que 42% dos policiais da Patrulha Rodoviária da Flórida praticavam discriminação racial.
Um relatório de 2013 da American Civil Liberties Union descobriu que os negros tinham "3,73 vezes mais probabilidade do que os brancos de serem presos por porte de maconha", embora "negros e brancos usem drogas, incluindo maconha, em taxas semelhantes."

#### Policiamento, assassinatos e uso da força
Um estudo de 2016 feito por Roland G. Fryer Jr. do National Bureau of Economic Research (NBER) descobriu que, embora em geral "os negros são 21 por cento mais propensos do que os brancos a se envolverem em uma interação com a polícia em que pelo menos uma arma seja sacada "e que nos dados brutos de “Pare e reviste” na cidade de Nova York negros e hispânicos são mais de cinquenta por cento mais propensos a ter uma interação com a polícia que envolva qualquer uso de força. Porém, "após" o armazenamento de dados de inúmeras maneiras sobre as ações, não se encontram, evidências de discriminação racial em tiroteios envolvendo policiais." O estudo encontrou preconceitos contra negros e hispânicos na violência letal, não letal e menos extrema, afirmando que "conforme a intensidade da força aumenta (por exemplo, algemar civis sem prisão, sacar ou apontar uma arma, ou usar spray de pimenta ou bastão) , a probabilidade de que qualquer civil seja submetido a tal tratamento é pequena, mas a diferença racial permanece surpreendentemente constante ", e observou que "até recentemente, os dados sobre tiroteios envolvendo oficiais eram extremamente raros e continha pouca informação sobre os detalhes de um incidente ".
Depois que o estudo do NBER foi publicado no Peer review do Journal of Political Economy , um comentário sobre esse estudo por Steven Durlauf e pelo laureado no Prêmio Nobel de Economia James Heckman da Escola Harris de Estudos de Políticas Públicas da Universidade de Chicago declarou, nossa opinião, este artigo  não  estabelece evidências confiáveis sobre a presença ou ausência de discriminação contra afro-americanos em tiroteios policiais." O autor do estudo do NBER, Roland G. Fryer Jr., respondeu dizendo que Durlauf e Heckman afirmam erroneamente que sua amostra é "baseada em chamadas". Além disso, ele afirma que a "grande maioria dos dados ... é obtida a partir de chamadas 911 para serviço em que um civil solicita a presença da polícia."
Um estudo de 2018 publicado no American Journal of Public Health  descobriu que homens negros e hispânicos tinham muito mais probabilidade de serem mortos pela polícia do que homens brancos. Relatórios do Departamento de Justiça dos Estados também descobriram que os policiais em Baltimore, Maryland e Ferguson, Missouri, sistematicamente param, revistam (em alguns casos) e assediam muito mais os residentes negros. Um relatório de janeiro de 2017 do DOJ também concluiu que o Departamento de Polícia de Chicago havia "se envolvido inconstitucionalmente em um padrão de força excessiva e mortal" e que a polícia "não tem consideração pela santidade da vida quando se trata de pessoas de cor." Um estudo de 2018 descobriu que os policiais são mais propensos a usar força letal contra negros. Um estudo de 2019 publicado no The Journal of Politics descobriu que os policiais eram mais propensos a usar força letal contra os negros, mas que isso "provavelmente é motivado por taxas mais altas de contato policial entre afro-amaricanos e não por diferenças raciais nas circunstâncias da interação e preconceitos oficiais na aplicação de força letal." Um estudo de 2019 publicado no jornal Proceedings of the National Academy of Sciences dos Estados Unidos da América descobriu que negros e indígenas nativos do Alasca têm maior probabilidade de serem mortos pela polícia do que pelos brancos, e que os homens latinos são mais propensos a serem mortos do que os brancos. De acordo com o estudo, "para os jovens negros, o uso da força policial está entre as principais causas de morte. Porém, outros estudos dos Proceedings of the National Academy of Ciências  (PNAS) estudo concluiu que não havia disparidades raciais em tiroteios policiais por policiais brancos; os resultados do estudo foram contestados por acadêmicos da Universidade de Princeton, que argumentaram que o método e o conjunto de dados do estudo impossibilitaram os autores de chegar a essa conclusão. Os autores do estudo original  PNAS  corrigiram seu artigo seguindo as críticas dos estudiosos de Princeton. Um estudo realizado por economistas da Texas A&M University, que retificou alguns problemas de viés de seleção identificados na literatura acima, descobriu que policiais brancos eram mais propensos a usar força e armas do que policiais negros e que policiais brancos eram cinco vezes mais propensos a usar armas força em bairros predominantemente negros. Um estudo "American Political Science Review" de 2020 estimou que 39% dos usos da força pela polícia contra negros e hispânicos na cidade de Nova York eram racialmente discriminatórios.

#### Penas aplicadas
Um estudo de 2018 no Journal of Empirical Legal Studies descobriu que os policiais no Texas que podiam acusar os ladrões de lojas de dois tipos de crimes (um mais sério, outro a menos) devido a uma lei vagamente redigida foram mais propensos a acusar negros e hispânicos pelo crime mais grave.
Um relatório de 2017 do  Marshall Project descobriu que os assassinatos de homens negros por brancos eram muito mais prováveis de serem considerados "justificáveis" do que os assassinatos por qualquer outra combinação de raças.
Um estudo de auditoria de 2019 descobriu que os advogados são menos propensos a aceitar clientes com nomes que parecem negros do que nomes que parecem brancos.
Um estudo de 2018 publicado no Quarterly Journal of Economics  descobriu que juízes de [fiança] em Miami e Filadélfia eram preconceituosos contra réus negros, já que réus brancos tinham índices mais altos de má conduta pré-julgamento do que réus negros.
Um estudo de 2012 descobriu que "os júris formados por grupos de júris totalmente brancos condenam os réus negros significativamente (16 % a mais) com mais frequência do que os réus brancos, essa lacuna nas taxas de condenação é totalmente eliminada quando o grupo de júris inclui em pelo menos um membro negro.
Um experimento do National Bureau of Economic Research de 2018 descobriu que estudantes de direito, estudantes de economia e advogados praticantes que assistiram a vídeos de realidade virtual em 3D de julgamentos judiciais (onde os pesquisadores alteraram a raça dos réus) mostraram um preconceito racial contra as minorias.
As exonerações de DNA em casos de estupro sugerem fortemente que a taxa de condenação injusta é maior para condenados negros do que para brancos.

#### Sentenças
A pesquisa encontrou evidências de preconceito dentro do grupo, onde "jovens negros (brancos) que são aleatoriamente designados a juízes negros (brancos) têm maior probabilidade de serem presos (em vez de serem colocados em liberdade condicional) e recebem sentenças mais longas."
Um estudo de 2018 no "American Economic Journal: Applied Economics" descobriu que os juízes deram sentenças mais longas, em particular para réus negros, depois que seu time favorito perdeu um jogo em casa.
Um estudo de 2014 publicado no Journal of Political Economy descobriu que 9% da lacuna entre negros e brancos nas sentenças não pode ser contabilizada, mas que a eliminação de disparidades inexplicáveis de condenação reduziria "o nível de homens negros em prisões federais em 8.000-11.000 homens [de uma população carcerária negra de 95.000 homens] e economizaria US $ 230 a US $ 320 milhões por ano em custos diretos." A maior parte da disparidade de sentenças inexplicáveis parece ocorrer no momento em que os promotores decidem apresentar acusações com sentenças "mínimas obrigatórias". Um artigo de 2018 de Alma Cohen e Crystal Yang da Harvard Law School concluiu que "os juízes nomeados por republicanos dão sentenças de prisão substancialmente mais longas para infratores negros versus aquelas de infratores não negros, isso se comparado com sentenças de juízes nomeados pelos democratas no mesmo distrito quadra."
Nas sentenças criminais, os afro-americanos de pele média a escura têm probabilidade de receber sentenças 2,6 anos mais longas do que as dos brancos ou afro-americanos de pele clara. Quando uma vítima branca está envolvida, aqueles com características mais "negras" provavelmente receberão uma punição muito mais severa.
Um relatório de 2016 do Sarasota Herald-Tribune  concluiu que os juízes da Flórida sentenciam réus negros a sentenças de prisão muito mais longas do que brancos com o mesmo histórico. Pelos mesmos crimes de porte de drogas, os negros foram condenados a dobrar o tempo dos brancos. Os negros receberam sentenças mais longas em 60 % dos casos de crimes, 68 % nos crimes de primeiro grau mais graves, 45 % dos casos de roubo e 30 % cento dos casos de lesão corporal. Para crimes de terceiro grau (os tipos menos graves de crimes na Flórida), juízes brancos condenaram negros a vinte 20 % a mais de penas do que brancos , enquanto os juízes negros deram sentenças mais equilibradas.
Um relatório de 2017 da United States Sentencing Commission (USSC) concluiu, "depois de controlar uma ampla variedade de fatores de condenação" (como idade, educação, cidadania, porte de arma e histórico criminal anterior), que "homem negro infrator recebera sentenças em média 19,1 % longas do que infratores brancos do sexo masculino em situação semelhante."
Um estudo de 2014 sobre a aplicação da pena de morte em Connecticut durante o período de 1973–2007 descobriu "que réus de minorias que matam vítimas brancas são condenados à pena capital a taxas substancialmente mais altas do que réus de minorias que matam minorias ... Há também forte e estatisticamente significativo evidências de que réus de minorias que matam brancos têm maior probabilidade de resultar em penas de morte do que casos comparáveis com réus brancos".

#### Sistema prisional, liberdade condicional e perdões
Uma análise de 2016 pelo  New York Times  "de dezenas de milhares de casos disciplinares contra presidiários em 2015, centenas de páginas de relatórios internos e três anos de decisões de liberdade condicional descobriu que as disparidades raciais estavam embutidas na experiência da prisão em Nova York." Negros e latinos foram enviados com mais frequência para a solitária e mantidos lá por períodos mais longos do que brancos.A análise do New York Times revelou que as disparidades eram maiores para violações em que os guardas prisionais tinha muita discrição, como desobedecer ordens, mas menor para violações que exigiam provas físicas, como posse de contrabando.
De acordo com uma análise do ProPublica  de 2011, "os brancos têm quase quatro vezes mais chances de obter o perdão do que as minorias, mesmo quando o tipo de crime e a severidade da sentença são levados em consideração."

### Educação
A Suprema Corte dos Estados Unidos decidiu em Brown v. Board of Education (1954) que escolas integradas iguais devem ser acessíveis a todas as crianças não relacionadas à cor da pele. Atualmente nos Estados Unidos, nem todas as escolas financiadas pelo estado são financiadas da mesma forma. As escolas são financiadas pelos "governos federal, estadual e local", enquanto "os estados desempenham um papel importante e crescente no financiamento da educação. "O imposto sobre a propriedade é usado para apoiar a maior parte do financiamento que o governo local fornece para a educação." Escolas localizadas em áreas de baixa renda recebem um nível menor financiamento, e escolas localizadas em áreas de renda mais alta recebem maior financiamento para educação - tudo com base em impostos sobre a propriedade. O Departamento de Educação dos Estados Unidos relata que "muitas escolas mais pobres recebem menos do que sua cota justa de financiamento estadual e local, deixando os alunos com menos recursos do que as escolas frequentadas por seus pares mais ricos." The U.S. Department of Education also reports this fact affects "more than 40% of low-income schools". Crianças de cor têm muito mais probabilidade de sofrer de pobreza do que crianças brancas.
Um estudo de 2015 usando testes de correspondência "descobriu que, ao considerar os pedidos de futuros alunos que buscam orientação no futuro, o corpo docente foi significativamente mais responsivo a homens brancos do que a todas as outras categorias de alunos, coletivamente, especialmente em disciplinas com salários mais altos e instituições privadas." Por meio de ação afirmativa, faculdades de elite consideram uma gama mais ampla de experiências para candidatos de minorias.
Um estudo de 2016 publicado na revista Proceedings of the National Academy of Sciences dos Estados Unidos da América descobriu que negros e hispânicos eram sistematicamente sub-representados em programas de educação para crianças superdotadas onde professores e pais encaminharam alunos para esses programas; quando um programa de triagem universal com base no QI foi usado para encaminhar os alunos, a disparidade foi reduzida significativamente.
A expressão "teste da sacola de papel pardo" junto com o "teste da régua" refere-se a um ritual antes praticado por certas irmandades e fraternidadesde escolas  afro-americanas que não deixavam ninguém entrar no grupo cujo tom de pele era mais escuro que um determinado saco de papel. O filme de Spike Lee School Daze satirizou essa prática em faculdades e universidades historicamente negras. Junto com o "teste do saco de papel", as diretrizes para aceitação entre as categorias mais leves incluíam o "teste do pente" e o "teste do lápis", que testava a aspereza do cabelo, e o "teste da lanterna", que testava o perfil de uma pessoa para fazer com que suas características sejam comparadas ou próximas o suficiente das da raça caucasiana.
Um estudo de 2013 usou leituras de espectrofotômetro para quantificar a cor da pele dos entrevistados. Mulheres brancas sofrem discriminação na educação, com aquelas de pele mais escura se formando na faculdade com taxas mais baixas do que aquelas com pele mais clara. Este teste preciso e repetível da cor da pele revelou que as mulheres brancas sofrem discriminação da cor da pele na educação em níveis compatíveis com os afro-americanos. Os homens brancos não são afetados destsa forma.

### Saúde
Uma revisão da literatura em 2019 na Revisão Anual de Saúde Pública concluiu que o racismo estrutural, o racismo cultural e a discriminação em nível individual são "uma causa fundamental de resultados adversos de saúde para minorias raciais / étnicas e desigualdades raciais / étnicas na saúde."
Um estudo de 1999 descobriu que os médicos tratam pacientes negros e brancos de maneira diferente, mesmo quando seus arquivos médicos eram estatisticamente idênticos. Quando mostradas as histórias dos pacientes e solicitados a fazer julgamentos sobre doenças cardíacas, os médicos eram muito menos propensos a recomendar o cateterismo cardíaco (um procedimento útil) para pacientes negros. Um estudo de 2015 descobriu que os pediatras eram mais propensos a subtratar a dor de apendicite em crianças negras do que em crianças brancas. Um estudo de 2017 descobriu que a equipe médica que tratava de lesões do ligamento cruzado anterior (LCA) percebeu que atletas negros universitários tinham maior tolerância à dor do que atletas brancos. Um estudo da Universidade de Toronto e economistas da Ohio State University encontrou evidências substanciais de discriminação racial contra veteranos negros em termos de tratamento médico e concessão de pensões por invalidez no final do século XIX e início do século XX; a discriminação foi substancial o suficiente para responder por quase toda a diferença de mortalidade entre negros e brancos no período. Um estudo de 2019 na Science descobriu que um algoritmo amplamente usado para avaliar os riscos à saúde concluiu erroneamente que "os pacientes negros são mais saudáveis do que os pacientes brancos igualmente enfermos", levando assim os profissionais de saúde a fornecer níveis mais baixos de atendimento aos pacientes negros. Um estudo de 2020 descobriu que "quando recém-nascidos negros são cuidados por médicos negros, a penalidade de mortalidade que eles sofrem, em comparação com bebês brancos, é reduzida pela metade."
Uma análise de 2018 do ProPublica descobriu que os afro-americanos e os nativos americanos estavam sub-representados nos ensaios clínicos de novos medicamentos. Menos de 5% dos pacientes eram afro-americanos, embora representem 13,4% da população total dos Estados Unidos. Os afro-americanos foram ainda sub-representados em ensaios envolvendo drogas destinadas a doenças que afetam desproporcionalmente os afro-americanos. Como resultado, os afro-americanos que esgotaram todos os outros tratamentos têm acesso mais fraco aos tratamentos experimentais.
Estudos têm argumentado que há disparidades raciais na forma como a mídia e os políticos agem quando enfrentam o vício em drogas, em que as vítimas são principalmente negras em vez de brancas, citando exemplos de como a sociedade respondeu de forma diferente à epidemia de crack e à epidemia de opioides.

### Moradia e terras
Uma meta-análise de 2014 encontrou muitas evidências de discriminação racial no mercado imobiliário americano. Candidatos de minorias a imóveis precisavam fazer muito mais pesquisas para visualizar propriedades. O direcionamento (segregação) geográfico dos afro-americanos no setor de moradias nos EUA permanece significativo Um estudo de 2003 encontrou "evidências de que os agentes imobiliários interpretam uma solicitação inicial de habitação pela indicação das preferências de um cliente, mas também são mais propensos a que se retenham as casas de todos os clientes quando elas estiveram estiverem em um bairro suburbano já racialmente integrado. Além disso, os esforços de marketing dos agentes aumentam com a solicitação de preços para clientes brancos, mas não para negros. Os negros são mais propensos do que brancos a ver casas em áreas suburbanas integradas e as casas que os agentes mostram são mais propensas a se desviarem da solicitação inicial quando o cliente é negro do que quando o cliente é branco. Essas três conclusões são consistentes com o possibilidade de que os agentes ajam na crença de que alguns tipos de transações são relativamente improváveis para clientes negros (discriminação estatística)." Avaliadores imobiliários discriminam proprietários negros. Historicamente, havia uma discriminação racial extensa e duradoura contra afro-americanos nos mercados de habitação e hipotecas nos Estados Unidos, bem como contra fazendeiros negros cujos números diminuíram maciçamente na América pós-Segunda Guerra Mundial devido à política local e federal antinegra. As ações do governo em parte facilitaram a discriminação racial no mercado habitacional, levando a uma segregação residencial racial substancial e persistente e contribuindo para a disparidade de riqueza em função da raça.
De acordo com uma análise de 2019 feita por economistas da Universidade de Pittsburgh, os negros enfrentaram uma pena dupla devido ao mercado imobiliário racialmente segregado: os preços dos aluguéis aumentaram em blocos quando eles passaram pela transição racial, enquanto os valores das casas diminuíram nos bairros para os quais os negros se mudaram. Um estudo de 2016 descobriu que o zoneamento de uso industrial em Chicago tendia a ser alocado em bairros habitados por minorias raciais.
Um relatório do Departamento de Habitação e Desenvolvimento Urbano dos Estados Unidos, onde se via que o departamento enviava afro-americanos e brancos para ver apartamentos, descobriu que os afro-americanos viram menos apartamentos para alugar e menos casas à venda. Um estudo de 2017 descobriu que "as solicitações para hospedagem do Airbnb de hóspedes com nomes distintamente afro-americanos têm 16% menos probabilidade de serem aceitas em relação a hóspedes praticamente idênticos mas com nomes distintamente brancos." Um estudo de auditoria de 2020 em Boston descobriu que possíveis locatários brancos tinham 32 %  mais probabilidade de ver um apartamento do que locatários negros em situação potenciamentel semelhante.
Um artigo de 2017 de Troesken e Walsh descobriu que as cidades anteriores ao século XX "criaram e sustentaram a segregação residencial por meio de normas privadas e atividades de vigilantes". No entanto, "quando esses acordos privados começaram a ruir no início dos anos 1900", os brancos começaram a "fazer lobby junto aos governos municipais por leis de segregação". Como resultado, as cidades aprovaram decretos que "proibiam os membros do grupo racial majoritário em um determinado quarteirão de vender ou alugar propriedades a membros de outro grupo racial" entre 1909 e 1917.
As políticas governamentais têm contribuído significativamente para a diferença racial na propriedade de uma casa, uma vez que várias políticas e benefícios governamentais tornaram mais fácil para os brancos se tornarem proprietários em relação aos negros. Um estudo de 2017 feito por economistas do Federal Reserve Bank de Chicago descobriu que a prática de “redlining” - a prática pela qual os bancos discriminavam os habitantes de certos bairros - teve um impacto adverso persistente nos bairros, com o redlining afetando as taxas de propriedade e os valores das casas e pontuação de crédito em 2010. Como muitos afro-americanos não tinham acesso a empréstimos imobiliários convencionais, eles tiveram que recorrer a credores predatórios (que cobraram altas taxas de juros). Devido às taxas mais baixas de propriedade de casa baixas, os proprietários de favelas puderam alugar apartamentos que de outra forma seriam próprios. Uma análise de 2019 estimou que os contratos predatórios de habitação visando afro-americanos em Chicago nas décadas de 1950 e 1960 custaram a famílias negras entre US $ 3 bilhões e US $ 4 bilhões em riqueza.
Um estudo de 2017 em  Research & Politics  descobriu que os apoiadores brancos de Donald Trump tornaram-se menos propensos a aprovar o auxílio habitacional federal quando viram a imagem de um homem negro.
Um estudo de 2018 na  American Sociological Review  descobriu que profissionais do mercado imobiliário (corretores imobiliários, incorporadores, avaliadores de hipotecas e avaliadores do valor de casas) tinham opiniões raciais depreciativas sobre indivíduos e bairros negros e latinos, enquanto indivíduos e bairros brancos eram os beneficiários de crenças raciais positivas amplamente compartilhadas.
Um estudo experimental de 2018 realizado por economistas da University of Illinois e Duke University descobriu que agentes imobiliários e provedores de habitação recomendavam sistematicamente casas em bairros com maiores taxas de pobreza, maior poluição, maiores taxas de criminalidade, menos famílias com ensino superior e menos trabalhadores qualificados para indivíduos de minorias que tinham todas as mesmas características eduicacionais e econômicas dos indivíduos brancos, exceto as diferenças étnicas.
Um estudo de 2018 na  American Political Science Review  descobriu que os eleitores brancos em áreas que experimentaram um crescimento massivo da população afro-americana entre 1940 e 1960 eram mais propensos a votar na Proposição 14 da Califórnia (1964), que buscava consagrar proteções legais para proprietários e proprietários que discriminaram compradores e locatários "de cor".
Um estudo de 2018 no  Journal of Politics  encontrou muitas evidências de discriminação contra negros e hispânicos no mercado de aluguel de Nova York. Um estudo de 2018 na revista  Regional Science and Urban Economics  descobriu que havia discriminação contra negros e homens árabes no mercado de aluguel dos EUA. Um estudo de 2018 no  Journal of Regional Science  descobriu que "famílias negras pagam mais por moradias idênticas em bairros idênticos do que suas contrapartes brancas ... Em bairros com a menor fração de brancos, o prêmio é de cerca de 0,6%. Em bairros com a maior fração branca, é cerca de 2.4%."

### Mercado de trabalho
Diversas metanálises encontram extensas evidências de discriminação étnica e racial na contratação no mercado de trabalho americano. Uma meta-análise de 2017 revelou "nenhuma mudança nos níveis de discriminação contra afro-americanos desde 1989, embora encontremos alguma indicação de diminuição da discriminação contra latinos." Uma meta-análise de 2016 de 738 testes de correspondência - testes onde currículos idênticos para nomes estereotipados em preto e branco foram enviados aos empregadores - em 43 estudos separados conduzidos em países da OCDE entre 1990 e 2015 descobriu que há ampla discriminação racial nas decisões de contratação na Europa e América do Norte. Esses testes de correspondência mostraram que os candidatos de minorias equivalentes precisam enviar cerca de 50% mais inscrições para serem convidados para uma entrevista do que os candidatos da maioria. Um estudo que examinou os pedidos de emprego de pessoas reais com currículos idênticos e treinamento para entrevistas semelhantes mostrou que candidatos afro-americanos sem antecedentes criminais receberam ofertas de empregos em uma taxa tão baixa quanto os candidatos brancos com antecedentes criminais. Um artigo do National Bureau of Economic Research de 2018 encontrou evidências de preconceito racial na forma como os currículos foram avaliados. Um artigo do National Bureau of Economic Research de 2018 encontrou evidências de preconceito racial na forma como os currículos foram avaliados. Um estudo de 2021 encontrou discriminação entre os recrutadores de empregos suíços contra grupos de imigrantes e minorias.
A pesquisa sugere que as mulheres afro-americanas de pele clara têm salários mais altos e maior satisfação no trabalho do que as mulheres de pele escura. Ser "muito negro" foi recentemente reconhecido pelos tribunais federais dos EUA em um caso de discriminação no emprego sob o Título VII da Lei dos Direitos Civis de 1964. Em  Etienne v. Spanish Lake Truck & Casino Plaza, LLC , o [Tribunal de Apelações do Quinto Circuito dos Estados Unidos, determinou que uma funcionária a quem foi dito em várias ocasiões que seu gerente a achava "muito negra" para fazer várias tarefas, descobriu que a questão da cor da pele do funcionário, em vez da raça em si, desempenhou um papel fundamental na decisão do empregador de impedir o funcionário de avançar. Um estudo de 2018 encontrou evidências que sugerem discriminação em relação a imigrantes com cores de pele mais escuras.
Um estudo experimental de 2019 descobriu que havia um preconceito contra negros, latinos e mulheres nas contratações de pós-doutorandos nas áreas de biologia e física. Um estudo de 2020, que usou um experimento natural com exposição ao sol e bronzeado, descobriu que indivíduos de pele mais escura são discriminados no mercado de trabalho.
Um estudo de 2008 descobriu que prestadores de serviços negros recebem gorjetas mais baixas do que prestadores de serviços brancos. A pesquisa mostra que "Proibir a caixa " (a remoção da caixa de seleção que pergunta aos candidatos a empregos se eles têm antecedentes criminais) leva os empregadores a discriminar candidatos jovens negros com baixa qualificação, possivelmente porque os empregadores simplesmente suponha que esses candidatos tenham passado confuso quando não são capazes de confirmá-lo.

### Mídia
Colorismo em filmes, impressos e música pode ocorrer de várias formas. Pode ser a representação de pessoas de cor sob uma luz ruim, a contratação de atores com base na cor de sua pele, o uso de cores em figurinos com a intenção de diferenciar personagens bons e maus, ou simplesmente não representar pessoas de cor.
Um relatório de 2017 de Travis L. Dixon (da Universidade de Illinois em Urbana-Champaign) descobriu que os principais meios de comunicação tendiam a retratar as famílias negras como disfuncionais e dependentes, enquanto as famílias brancas eram retratadas como estáveis. Essas representações podem dar a impressão de que pobreza e bem-estar são questões primordialmente negras. De acordo com Dixon, isso pode reduzir o apoio público aos programas de segurança social e levar a requisitos de bem-estar mais rígidos. Um estudo de 2018 descobriu que as representações dos muçulmanos na mídia eram substancialmente mais negativas do que para outros grupos religiosos (mesmo quando controlados por fatores relevantes). Um estudo de 2019 descreveu retratos na mídia de mulheres pertencentes a minorias em notícias de crime como baseados em "estereótipos desatualizados e prejudiciais ".
Os afro-americanos com pele mais clara e "características europeias", como olhos mais claros e narizes e lábios menores, têm mais oportunidades na indústria da mídia. Por exemplo, produtores de filmes contratam afro-americanos de pele mais clara com mais frequência, produtores de televisão escolhem membros do elenco de pele mais clara e editores de revistas escolhem modelos afro-americanos que lembram características europeias. Uma análise de conteúdo conduzida por Scott e Neptune (1997) mostra que menos de um por cento dos anúncios nas principais revistas apresentavam modelos afro-americanos. Quando os afro-americanos apareciam em anúncios, eram principalmente retratados como atletas, artistas ou trabalhadores não qualificados. Além disso, setenta por cento dos anúncios que exibem impressão de animais incluíam mulheres afro-americanas. Animal print reforça os estereótipos de que os afro-americanos são animalescos por natureza, sexualmente ativos, menos educados, têm renda mais baixa e são extremamente preocupados com a aparência pessoal. No que diz respeito aos homens afro-americanos na mídia, os homens de pele mais escura são mais propensos a serem retratados como violentos ou mais ameaçadores, influenciando a percepção pública dos homens afro-americanos. Como os homens de pele escura têm maior probabilidade de estar vinculados ao crime e à má conduta, muitas pessoas desenvolvem noções preconcebidas sobre as características dos homens negros.
Um estudo de 2021 descobriu que a representação de muçulmanos, mesmo muçulmanos americanos, pela mídia dos EUA era substancialmente mais negativa do que a cobertura da mídia de negros, latinos e asiático-americanos.
O colorismo era, e ainda é, muito evidente na mídia. Um exemplo disso é mostrado nos shows de menestréis que eram populares durante e depois da escravidão. Os shows de menestréis eram uma forma muito popular de teatro que envolvia brancos e negros com rosto negro, retratando negros enquanto faziam coisas humilhantes. Os atores pintaram seus rostos com tinta preta e forraram seus lábios com batom vermelho brilhante para exagerar e zombar dos negros. Quando os programas de menestréis morreram e a televisão se tornou popular, atores negros raramente eram contratados e, quando o eram, tinham papéis muito específicos. Essas funções incluíam ser servos, escravos, idiotas e criminosos.
Essa ausência de pessoas de cor na mídia, em ambientes em que normalmente deveriam estar presentes, também é chamada de apagamento.

### Política
Um estudo de 2011 descobriu que legisladores estaduais brancos de ambos os partidos políticos eram menos propensos a responder a constituintes com nomes afro-americanos. Um estudo de 2013 descobriu que, em resposta à correspondência por e-mail de um suposto pseudônimo, "os legisladores não negros eram marcadamente menos propensos a responder quando seus incentivos políticos para fazê-lo eram diminuídos, os legisladores negros normalmente continuavam a responder mesmo quando isso prometia pouco político recompensa. Legisladores negros, portanto, parecem substancialmente mais intrinsecamente motivados para promover os interesses dos negros."
Algumas pesquisas sugerem que o comportamento de voto dos eleitores brancos é motivado por ameaça racial. Um estudo de 2016, por exemplo, descobriu que a participação dos eleitores brancos em Chicago diminuiu quando as moradias públicas foram reconstruídas e 25.000 afro-americanos deslocados. Isso sugere que a participação dos eleitores brancos diminuiu devido ao fato de não morarem nas proximidades de afro-americanos.
As Leis de identificação do eleitor nos Estados Unidos trouxeram acusações de discriminação racial. Em uma revisão de 2014 feita pelo Government Accountability Office da literatura acadêmica, três estudos entre cinco descobriram que as leis de identificação do eleitor reduziram a participação das minorias, enquanto dois estudos não encontraram nenhum impacto significativo. O impacto discrepante também pode ser refletido no acesso a informações sobre as leis de identificação do eleitor. Um estudo experimental de 2015 descobriu que os funcionários eleitorais questionados sobre as leis de identificação do eleitor são mais propensos a responder a e-mails de um nome branco não latino (taxa de resposta de 70,5%) do que um nome latino (taxa de resposta de 64,8%), embora a precisão da resposta seja semelhante em grupos. Estudos também analisaram diferenças raciais nas taxas de solicitações de identidade. Um estudo de 2012 na cidade de Boston descobriu que os eleitores negros e hispânicos eram mais propensos a solicitar a identidade durante as eleições de 2008. De acordo com as pesquisas de boca de urna, 23% dos brancos, 33% dos negros e 38% dos hispânicos foram solicitados a apresentar documentos de identidade, embora esse efeito seja parcialmente atribuído aos negros e hispânicos que preferem horários de votação fora do pico, quando os funcionários eleitorais inspecionam uma grande parte dos documentos de identidade.. Diferenças de distrito também confundem os dados, já que eleitores negros e hispânicos tendem a votar em distritos de maioria negra e hispânica. Um estudo de 2010 da eleição intermediária de 2006 no Novo México descobriu que os hispânicos tinham maior probabilidade de incorrer em solicitações de identidade, enquanto eleitores, mulheres e não-hispânicos eram menos prováveis de incorrer em solicitações. Um estudo de 2009 da eleição de meio de mandato de 2006 em todo o país descobriu que 47% dos eleitores brancos relataram ter sido solicitados a mostrar identificação com foto nas urnas, em comparação com 54% dos hispânicos e 55% dos afro-americanos." No entanto, muito poucos tiveram o direito de voto negado em resultado de pedidos de identificação do eleitor. Um estudo de 2015 descobriu que a participação de negros na Geórgia foi geralmente maior desde que o estado começou a aplicar sua rígida lei de identificação do eleitor. O acesso e os recursos para adquirir produtos ou serviços “skincare impactaram as noções de colorismo entre as mulheres afro-americanas, uma vez que as mulheres negras escravizadas e empobrecidas eram mais limitadas em sua aparência, o que afetava a forma como eram tratadas por seus donos. Por exemplo, mais mulheres negras de pele clara foram comercializadas como "negras aptas para o serviço doméstico" nas casas de seus patrões."
Pesquisa do economista Evan Soltas da Universidade de Oxford e do cientista político de Stanford David Broockman sugere que os eleitores agem de acordo com gostos racialmente discriminatórios. Um estudo de 2018 publicado em  Public Opinion Quarterly  descobriu que os brancos, em particular aqueles que tinham ressentimento racial, atribuíram em grande parte o sucesso de Obama entre os afro-americanos à sua raça, e não às suas características como candidato e às preferências políticas de afro-americanos. Um estudo de 2018 publicado no jornal American Politics Research  descobriu que os eleitores brancos tendiam a interpretar erroneamente os candidatos políticos de minorias raciais como sendo mais ideologicamente extremos do que os indicadores objetivos poderiam sugerir; isso afetou negativamente as chances eleitorais desses candidatos. Um estudo de 2018 no The Journal of Politics   descobriu que "quando um candidato branco faz declarações vagas, muitos eleitores [não negros] projetam suas próprias posições políticas sobre o candidato, aumentando o apoio ao candidato. Mas eles são menos propensos a estender aos candidatos negros a mesma cortesia ... Na verdade, os candidatos negros do sexo masculino que fazem declarações ambíguas são na verdade punidos por fazê-lo por eleitores racialmente preconceituosos."
Um estudo de 2018 encontrou evidências de raciocínio com motivação racial enquanto os eleitores avaliavam o desempenho econômico do presidente Barack Obama. O estudo descobriu que "os brancos atribuíram mais responsabilidade a Obama em condições econômicas negativas (ou seja, culpa) do que em condições econômicas positivas (ou seja, crédito) ... Os brancos atribuíram responsabilidade igual ao presidente e aos governadores por condições econômicas negativas, mas deram mais responsabilidade aos governadores do que Obama por condições positivas. Os brancos também deram aos governadores mais responsabilidade pelas melhorias do estado do que deram a Obama pelas nacionais."
Um estudo de 2018 examinando "todos os 24 desafiantes afro-americanos (não titulares) de 2000 a 2014 para desafiadores brancos do mesmo partido concorrendo no mesmo estado para o mesmo cargo na mesma época" descobriu que os desafiadores brancos são cerca de três vezes mais provavelmente ganhará e receberá cerca de 13 pontos percentuais a mais de apoio entre os eleitores brancos. Essas estimativas são válidas ao controlar uma série de fatores de confusão em potencial e ao empregar vários estimadores de correspondência estatística.
Um estudo de 2019 descobriu que os brancos apoiam menos o bem-estar quando são informados de que os negros são a maioria dos beneficiários (em oposição aos brancos). No entanto, quando informados de que a maioria dos beneficiários da previdência acaba conseguindo empregos e abandonando o programa de previdência, esse preconceito racial desaparece.
Uma análise da cientista política do MIT Regina Bateson descobriu que os americanos se engajam em discriminação estratégica contra candidatos de minorias raciais por acreditarem que são menos eleitos do que os candidatos brancos do sexo masculino: "Em resumo, os americanos consideram os homens brancos mais" eleitos "do que negros igualmente qualificados e candidatas. Além disso, a preocupação com a conquista dos votos de homens brancos pode fazer com que os eleitores classifiquem as candidatas democratas negras e mulheres como menos capazes de derrotar Donald Trump em 2020."
Um artigo de 2019 descobriu, usando dados de smartphones, que os eleitores em bairros predominantemente negros esperaram muito mais tempo em locais de votação do que os eleitores em bairros brancos.

### Beleza
Estudos têm mostrado que, devido a influências sociais, muitas pessoas associam beleza a pele mais clara. Isso é especialmente evidente em crianças. Essa crença tem levado crianças de pele escura a se sentirem inadequadas em quem são e inferiores quando comparadas às pessoas de pele mais clara. Mulheres afro-americanas acreditam que teriam melhor sorte para namorar se fossem de pele mais clara, especialmente quando namoram homens afro-americanos.
Durante o tempo em que os afro-americanos foram forçados à escravidão, os proprietários de escravos usavam o "teste do saco de papel", que comparava a cor de sua pele com um saco de papel para distinguir se sua pele era muito escura para trabalhar dentro de casa. O desejo dos afro-americanos por uma pele mais clara e características europeias remonta à escravidão. Os escravos que tinham uma pele mais clara teriam o privilégio de trabalhar dentro de casa, enquanto os escravos com pele mais escura eram obrigados a trabalhar fora nos campos. A pele dos escravos afro-americanos refletia como eles eram tratados e a severidade de suas punições se não cumprissem o estilo de vida que eram forçados a.
O acesso e os recursos para adquirir produtos ou serviços de skincare] impactaram as noções de colorismo entre as mulheres afro-americanas, uma vez que as mulheres negras escravizadas e empobrecidas eram mais limitadas em sua aparência, o que afetava a forma como eram tratadas por seus donos. Por exemplo, mais mulheres negras de pele clara foram comercializadas como "negras aptas para o serviço doméstico" nas casas de seus patrões
.
Os padrões de beleza europeus continuam a ter um impacto duradouro na sociedade americana - e não apenas limitado a mulheres, crianças e homens afro-americanos, mas também a pessoas de diferentes países. Em um artigo escrito por Susan L. Bryant, ela menciona um estudo de Kenneth e Mamie Clark referido como o "Teste da Boneca", que se tornou mais conhecido por causa do Caso da Suprema Corte  Brown v. Board of Education . Em seu artigo, Bryant afirma que o padrão de beleza europeu é "a noção de que quanto mais intimamente associada uma pessoa às características europeias, mais atraente ela é considerada; esses padrões consideram atributos que estão mais intimamente relacionados à brancura, como pele mais clara, cabelos lisos, nariz e lábios finos e olhos claros, tão bonitos".
O estudo foi um experimento em que 253 crianças negras de três a sete anos viram duas bonecas idênticas, uma preta e uma branca, em uma creche e escola pública localizada em Arkansas e Massachusetts. Dois terços das crianças indicaram que gostavam mais das bonecas brancas, apesar de essas crianças serem negras. Com o passar dos anos, o experimento foi repetido e ainda resulta em uma clara preferência pela boneca de pele mais clara e uma internalização do ódio por si mesmo entre as crianças negras por causa dos padrões de beleza europeus inadvertidos. Também descobriu que o ambiente de uma criança e a vida familiar podem servir como a maior influência em seus ideais do que é aceitável ou inaceitável em relação ao que eles definem em termos de beleza.

### Esportes
Um estudo de 2018 encontrou evidências de que os eleitores não negros na votação do “Troféu Heisman” eram tendenciosos contra jogadores não negros. Um estudo de 2021 descobriu que jogadores negros da NBA tinham 30% mais chances de sair da liga em qualquer temporada do que jogadores brancos com estatísticas de jogadores semelhantes. Um estudo de 2019 descobriu que, depois de controlar por medidas objetivas de desempenho, os comentaristas da transmissão eram "mais propensos a discutir o desempenho e as habilidades mentais de jogadores de pele mais clara e as características físicas de jogadores de pele mais escura" no Torneio de Basquete da Primeira Divisão Masculina.
Um relatório de 2020 descobriu que os comentaristas de football costumavam elogiar os jogadores brancos por sua inteligência e qualidades de liderança, enquanto criticavam os jogadores negros por não possuírem esses atributos. Os jogadores negros tinham quatro vezes mais chances de serem elogiados por sua força e sete vezes mais chances de serem elogiados por sua velocidade.
Um estudo de 2017 descobriu que brancos racialmente ressentidos tornam-se menos propensos a favorecer salários para atletas universitários quando são preparados para pensar sobre os afro-americanos.
Um estudo de auditoria de 2021 encontrou discriminação substancial contra indivíduos com nomes estrangeiros que perguntaram se eles poderiam participar de sessões de treinamento com clubes amadores em 22 países europeus.